# Corematodus taeniatus
Corematodus taeniatus es una especie de peces de la familia Cichlidae en el orden Perciformes.

## Morfología
Los machos pueden llegar alcanzar los 19 cm de longitud total.

## Hábitat
Es una especie de clima tropical entre 24 °C-26 °C de temperatura.

## Distribución geográfica
Se encuentran en África:  lago Malawi.